# Wind of Change (스콜피언스의 노래)
〈Wind of Change〉는 독일의 록 밴드 스콜피언스의 파워 발라드로, 그들의 열한 번째 스튜디오 음반인 《Crazy World》로 녹음되었다. 이 노래는 이 밴드의 리드 싱어인 클라우스 마이네가 작곡하고 작곡했으며 키스 올슨과 이 밴드가 제작했다. 이 음반은 1991년 1월에 이 음반의 세 번째 싱글 음반으로 발매되었고 결국 소련의 붕괴로 이어질 쿠데타 실패 직후 전세계적으로 히트를 쳤다. 이 노래는 독일과 유럽 전역에서 1위를 차지했고 1991년 8월 31일 미국에서 4위로 정점에 올랐고 영국에서는 2위로 정점에 올랐다. 이후 1995년 라이브 음반인 《Live Bites》와 베를린 필하모니 관현악단와 2000년 음반 《Moment of Glory》와 2001년 언플러그드 음반 《Acoustica》에 출연했다. 전세계적으로 1400만 장을 팔린 것으로 추정되는 〈Wind of Change〉는 역사상 가장 잘 팔리는 싱글 중 하나이다. 그 곡은 독일 음악가의 베스트 셀러 싱글 음반을 보유하고 있다.
그 밴드는 1991년 미하일 고르바초프에게 싱글 음반의 골드 레코드를 선사했다. 2018년 10월 현재 유튜브에서는 6억2000만 건이 넘는 조회수를 기록했다. 스콜피언스는 1억 명 이상의 조회수를 기록한 최초의 독일 밴드였다.

## 인증
| 국가                                                                                         | 인증     | 판매량/출하량 |
| -------------------------------------------------------------------------------------------- | -------- | ------------- |
| 오스트레일리아 (ARIA) physical sales in 1991                                                 | 골드     | 35,000^       |
| 오스트리아 (IFPI 오스트리아) physical sales in 1991                                          | 플래티넘 | 50,000*       |
| 덴마크 (IFPI Danmark) digital sales                                                          | 골드     | 45,000        |
| 프랑스 (SNEP)                                                                                | 골드     | 250,000*      |
| 독일 (BVMI) physical sales in 1991                                                           | 플래티넘 | 500,000^      |
| 이탈리아 (FIMI) sales since 2009                                                             | 골드     | 15,000*       |
| 러시아 (NFPF) Ringtone sales 2006-2011                                                       | 골드     | 100,000*      |
| 영국 (BPI) physical sales in 1991                                                            | 실버     | 200,000^      |
| 미국 (RIAA) physical sales in 1991                                                           | 골드     | 500,000^      |
| *판매량을 기반으로 한 인증 · ^출하량을 기반으로 한 인증 · 판매량+스트리밍을 기반으로 한 인증 |          |               |

## 같이 보기
- 글라스노스트
- 페레스트로이카